# 穢れ多き、人に非ず
『穢れ多き、人に非ず』（けがれおおき、ひとにあらず）とは、2007年3月の日本大学芸術学部放送学科卒業制作上映会で上映された部落問題をテーマにした学生の自主制作映画。頃安祐良監督、主演、安西良。2008年、第11回京都国際学生映画祭で準グランプリを獲得した。

## あらすじ
舞台となった街では、西の地域に被差別部落が存在しており、東の人々は西を忌み嫌い、街は東西に分断されていた。この街をテーマにした卒業制作ドキュメンタリーに取り組む大学生ユウスケ（安西良）と、西から東へと転校したためイジメを受ける高校生ケンジ（竺原望）を中心に物語は展開されていく。二人は、西を差別する東の人々を暴力により糾弾する解放社（架空の同和団体）や、夏休み以降東で起こり始めた連続ペット惨殺事件などに巻き込まれてゆく。